# Skelnevatella
Skelnevatella es un género de foraminífero bentónico de la subfamilia Aljutovellinae, de la familia Aljutovellidae, de la superfamilia Ozawainelloidea, del suborden Fusulinina y del orden Fusulinida. Su especie tipo es Profusulinella skelnevatica. Su rango cronoestratigráfico abarca el Moscoviense inferior (Carbonífero superior).

## Discusión
Clasificaciones previas hubiesen clasificado Skelnevatella la subfamilia Fusulinellinae, de la familia Fusulinidae, de la superfamilia Fusulinoidea. Clasificaciones más recientes incluyen Skelnevatella en la subfamilia Profusulinellinae, de la familia Profusulinellidae, y en la subclase Fusulinana de la clase Fusulinata. Ha sido considerado un sinónimo posterior de Profusulinella.

## Clasificación
Skelnevatella incluye a las siguientes especies:
- Skelnevatella acuminulata †
- Skelnevatella artificialis †
- Skelnevatella cafirniganica †
- Skelnevatella cybea †
- Skelnevatella isvarica †
- Skelnevatella skelnevatica †
- Skelnevatella sosnensis †
- Skelnevatella subaljutovica †
- Skelnevatella tumida †